# Civili
Civili su osobe koje tijekom oružanih sukoba ne pripadaju oružanim snagama ili drugim vojnim postrojbama. Za razliku od vojnika nisu odjeveni u vojne odore.
Ova razlika je važna u vrijeme rata, jer prema odredbama Ženevske konvencije i Haškom pravilniku tijekom tijekom oružanog sukoba stupaju na snagu posebna pravila za zaštitu civila.
Kako bi bilo moguće razlikovati civila i vojnika, zabranjeno je civilima sudjelovati u sukobu. 
Ako civili sudjeluju u sukobu postaju partizanima koji također mogu odgovarati i biti biti osuđeni za počinjene ratne zločine. 
Iznimka je prema Haaškom pravilniku, primjerice, pravo na samoobranu.